# Acanthocyclops parasensitivus
Acanthocyclops parasensitivus är en kräftdjursart som beskrevs av J. W. Reid 1998. Acanthocyclops parasensitivus ingår i släktet Acanthocyclops och familjen Cyclopidae. Inga underarter finns listade i Catalogue of Life.